# Ficinia capillifolia
Ficinia capillifolia là loài thực vật có hoa trong họ Cói. Loài này được (Schrad.) C.B.Clarke mô tả khoa học đầu tiên năm 1894.